# Хлевиці (Свентокшиське воєводство)
Хлевиці (пол. Chlewice) — село в Польщі, у гміні Москожев Влощовського повіту Свентокшиського воєводства.
Населення — 644 особи (2011).
У 1975-1998 роках село належало до Ченстоховського воєводства.

## Демографія
Демографічна структура на день 31 березня 2011 року:
|          | Загалом | Допрацездатний вік | Працездатний вік | Постпрацездатний вік |
| -------- | ------- | ------------------ | ---------------- | -------------------- |
| Чоловіки | 333     | 57                 | 211              | 65                   |
| Жінки    | 311     | 53                 | 160              | 98                   |
| Разом    | 644     | 110                | 371              | 163                  |